# Stanišić
Stanišić (srp.: Станишић, nje.: Donauwachenheim, Stanischitsch, Stanischitz, Tannenschütz, Tannischitz, Tanaschitz, mađ. Őrszállás) je naselje u Bačkoj u Vojvodini. Nalazi se u okolici grada Sombora.

## Zemljopisni položaj
Nalazi se u sjeverozapadnom dijelu Vojvodine u općini Sombor, oko 7 kilometara južno od granice s Mađarskom i oko 25 km od granice s Hrvatskom. Nalazi se u prostoru između sela Riđice, Gakova, Rastine, Lemeš i Aleksa Šantić. Smješten je na rubu velike lesne zaravni Telečke na 91 m nadmorske visine. Neki manji dijelovi sela se nalaze na 1 metar manjoj nadmorskoj visini, jer se nalaze izvan zaravni.

## Povijest
Prvi se put spominje 1366. godine kao selo Pariš. Vidljivo je na srednjovjekovnim zemljovidima iz 15. i 16. stoljeća. Opustilo je koncem 17. stoljeća nakon dugih austro-osmanskih ratova. U srednjem vijeku bila je pustara. Iz Baračke i Dautova 1763./64. godine preseljeno je stotinjak prognanih srpskih obitelji, prvotno se naselivši na Šari, no zbog loših uvjeta naseljavanja premjestili su se zapadnije. 1783. ovdje su se doselili Slovaci i Mađari. Prve njemačke obitelji doselile su 1786. godine iz Lotaringije, Porajnja-Palatinata i Saara.  Između 1790. i 1830., a osoito između 1812. i 1820. novih je preko 150 njemačkih obitelji doselilo u Stanišić, većinom iz Čatalje. 1800. spominje se i 30-ak ostalih, većinom Židova. Stanišić je od 1805. godine bio u posjedu plemićke porodice Redl sve do 1894. godine. Sve do 1811. godine selo je bilo podijeljeno na dva dijela — njemački (novi) i srpski (stari) Stanišić. Oko 45 mađarskih i oko 25 slovačkih obitelji naselilo se u Stanišić do 1830. godine. Potpisom austrijskog cara Franje I. selo je dobilo 1811. g. status trgovačke i poljoprivredne varošice, a srpska i njemačka općina spojene su u jednu. To je značilo da je Stanišiću bilo dopušteno održati sajam što je bilo veliko poboljšanje u odnosu na druga sela u okružju. Stanišićki Slovaci su do kraja 19. stoljeća većim dijelom pomađareni i ponijemčeni. 1870. godine sagrađena je sinagoga. 1904. godine ugarske su vlasti preimenovale Stanišić u Őrszállás i ime je nosilo sve do prestanka austro-ugarske vlasti 1918. godine. Isto je ime opet ponijelo tijekom mađarske okupacije 1941. – 1944. godine. 1905. izašle su prve novine u Stanišiću Allgemeine Zeitung. 1931. u Stanišiću je živjelo 7588 stanovnika, od čega 5582 Nijemca, 1102 Srba, 686 Mađara, 185 Hrvata, 60 Roma i 40 Židova. 1930-ih pokrenut je list Lokal Anzeiger. Godine 1944. stanišićki Nijemci prihvatili su preko stotinjak djece iz bombardirane Njemačke. Smjestili su ih u domove obiteljima Kulturbunda. Između 4. i 10. travnja 1944. godine u Stanišiću su kao i u cijeloj Bačkoj skupljene židovske obitelji i prevezene u logor u Auschwitzu. S istoka je pretkraj rata nadirala sovjetska Crvena armija, a neki mjesni Nijemci i Mađari (njih oko 130) napustili su Stanišić plašeći se odmazde za zločine koje je počinila njemačka i mađarska vojska. Crvena armija ušla je u selo 22. listopada 1944. godine. Komunističke vlasti su 10. kolovoza 1945. godine deportirale oko 3500 Podunavskih Švaba u susjedne logore Kruševlje i Gakovo, gdje su mnogi ostali do ožujka 1948. godine. Oko 500 logoraša vratilo se uskoro u selo na posao za nove vlasti. U tim je logorima od gladi i hladnoće stradalo najmanje 270 ljudi, dok je navodno više od 1000 pobjeglo iz tih logora tijekom 1946/1947. godine u Austriju, što može biti službena laž za pokriće umorstava logoraša. 1945. i 1946. godine su iz Hrvatske, iz Dalmacije kolonizacijom dovedeni Hrvati (2340 osoba) i Srbi (3000 osoba). Mnogi u se vratili u rodni kraj od 1947. do 1950. godine, Hrvati iz primorja i s otoka. 1948. godine pušteno je oko 2000 ljudi iz logora za Nijemce a većina je emigrirala u Zapadnu Njemačku u razdoblju od 1952. do 1964. godine.

## Kultura
Tradicionalna manifestacija Rado Hrvat ikavicu zbori.

## Stanovništvo
Po narodnosnom sastavu na popisu 2002.:
- 3511 Srbi (73,02%)
- 367 Hrvati (7,63%)
- 363 Mađari (7,55%)
- 140 izjašnjeni kao Jugoslaveni (2,91%)
- 24 Bunjevci (0,5%)
- 16 Nijemci (0,33%)
- 387 ostali (8,04%)

### Hrvati u Stanišiću
Do pred razdruženje Hrvatske od SFRJ je u Stanišiću živjelo skoro 1100 Hrvata. Svojevremeno je taj broj bio i veći, a to je bilo nakon Drugog svjetskog rata, kada je kolonizacijom stanovnika iz Dalmacije u Stanišiću bilo čak oko 2500 Hrvata. Doseljeni Hrvati su najvećim dijelom bili iz okolice Sinja i Muća. te 120 obitelji iz tadašnjeg kotara Metkovića. Osim tih Hrvata, u Stanišiću su već prije živjeli i Hrvati iz jedne druge skupine. To su bili bunjevački Hrvati koji su bili podrijetlom iz Mađarske, iz sela Gare i Kaćmara.
1990-te su bile okrutnom prekretnicom za hrvatsku zajednicu u ovom selu. Početkom tog razdoblja je pretrpilo etničko čišćenje za vrijeme srpske agresije na Hrvatsku.
Domaći Hrvati su bili izloženi nasilju i pritiscima (bombaški napadi, palež...) velikosrpskih ekstremista. U kolovozu 1995. su iselile 43 hrvatske obitelji (od 87 koliko ih je iselilo za cijelo vrijeme srpske agresije na Hrvatsku)
, a ukupno u razdoblju od 1991. do 1995. je iz Stanišića protjerano blizu 700 Hrvata (oko 70% Hrvata iz sela).
Nakon završetka Domovinskog rata, u Stanišiću je ostalo samo 300 Hrvata.
Do 1990-ih, Hrvati su u Stanišiću imali kakvi-takvi organizirani kulturni život, a od tada je stagnirao. 
Radi promjene takve situacije, u Stanišiću je 26. ožujka 2009. održana osnivačka skupština Hrvatskog kulturno-umjetničkog društva "Vladimir Nazor".
Danas Hrvati u Stanišiću žele dobiti dobiti svoj Dom u kome je nekada bilo sjedište tamošnjeg bivšeg KUD-a «Vladimir Nazor». Tome se protivilo vijeće Mjesne zajednice Stanišić, iako su u HKUD-u Vladimir Nazor, inicijatoru tog projekta, potporu dobili iz Grada Sombora (dvaput), Ministarstva za ljudska i manjinska prava, pokrajinskog Tajništva za upravu, propise i nacionalne zajednice, Hrvatskog nacionalnog vijeća i DSHV-a.
Stanišić je poznat po tome što je to najveće hrvatsko selo u Vojvodini.[nedostaje izvor] Selo su većinom sagradili težaci, dalmatinski Hrvati. [nedostaje izvor]
HKD Vladimir Nazor organizira folklorne programe. Od 2009. organizira Likovnu koloniju Ivan Gundić Ćiso - Dalmata i druge aktivnosti. Hrvatsko kulturno društvo „Vladimir Nazor“ svake godine počevši od 2010. godine organizira književno-pjevačku Večer ikavice: „Ikavica - govor hercegovačkih, bosanskih, dalmatinskih, ličkih, šokačkih i bunjevačkih Hrvata".

### Poznate osobe
- Dimitrije Konjović - pilot
- Ivan Radović - akademski slikar, tenisač
- Irinej Bulović - episkop Bački
- Ivan Gundić Ćiso - Dalmata, akademski slikar. U Stanišiću je radio kao nastavnik likovnog.[11] Njemu u čast se zove likovna kolonija koju organizira HKD Vladimir Nazor.
- Željko Parađina - major, pilot
- Dragica Palaversa Mijač, hrvatska rukometašica[14]
- Dino (Dimitrije) Radojević, hrvatski kazališni redatelj
- Mario Bara, hrvatski povjesničar[15]
- Mate Brajković, hrv. nogometaš
- Mirjana Đurica, srp. rukometašica
- Imre Pacséry
- Slavko Subotić
- Filip Bartoš
- Nada Tanjga
- Gáspár Ulmer
- Mirko Bulović
- Nikola Poplašen

## Šport
Športska društva i klubovi koji ovdje djeluju su:
- nogomet: Stanišić
- karate: ŽAK - IPON
- šah: Bogoljub Mihajlović

## Vanjske poveznice
- Zavod za kulturu vojvođanskih Hrvata  Arhivirana inačica izvorne stranice od 12. ožujka 2017. (Wayback Machine) Obljetnica kolonizacije Hrvata u Vojvodinu , Izvor: Hrvatska riječ (Z. Vasiljević), 4. prosinca 2015.